# スイス株価指数
スイス株価指数（スイスかぶかしすう、英: Swiss Market Index, スイス・マーケット・インデックス、略称SMI）は、スイス証券取引所で取引される銘柄のうち、時価総額および流動性の高い上位20銘柄（ブルーチップ）で構成される、時価総額加重平均型の株価指数である。

## 沿革
1988年6月30日に算出が開始された。2008年以降、スイス証券取引所を運営するSIXグループを通じて指数が公表されている。
算出開始時点での銘柄数は24であり、その後銘柄数は最大で29に達することもあったが、2007年9月24日以降は20となっている。2017年9月18日以降、一銘柄の最大占有率は、18%未満に制限されている。これにより、ネスレなど大企業の占有率が制限されている。

## スイス証券取引所の株価指数
スイス証券取引所の株価指数は、他に以下のものがある。SMIとSMIMの間で、銘柄入れ替えが行われている。
- スイス中型株指数（SMIM、SMI Mid） - SMIのサブ指数であり、SMI構成銘柄に次ぐ中型株30銘柄で構成。2004年11月15日算出開始。
- スイス・パフォーマンス指数（Swiss Performance Index、SPI）- ブルーチップ指数のSMIに対し、中型株や小型株も包含するベンチマーク指数に相当。スイス証券取引所上場の全銘柄中、浮動株比率20％以上の銘柄により構成される。ダウ・ジョーンズおよびFTSEの分類基準に基づいたセクター別指数も併せて多数算出されている。1987年6月1日算出開始。
- スイス・リーダー指数（Swiss Leader Index、SLI）- SMI構成銘柄とSMIM上位10銘柄の計30銘柄で構成。一銘柄の最大占有率は9％未満に制限され、SMIよりさらに変動リスクを分散させた指数となっている。2007年2月7日算出開始。
- Swiss All Share Index - スイス証券取引所全株指数。大型・中型・小型株を含む200以上の銘柄で構成。1998年7月1日算出開始。

## 指数の推移
1988年以来の指数の推移を示す。算出開始日である1988年6月30日の時価総額を、基準値1,500として算出されている。
| 年   | 年末終値  | 対前年増減率 |
| ---- | --------- | ------------ |
| 1988 | 1,435.40  |              |
| 1989 | 1,778.10  | 23.87        |
| 1990 | 1,383.10  | -22.21       |
| 1991 | 1,670.10  | 20.75        |
| 1992 | 2,105.40  | 26.06        |
| 1993 | 2,956.70  | 40.43        |
| 1994 | 2,629.30  | -11.07       |
| 1995 | 3,299.20  | 25.48        |
| 1996 | 3,942.20  | 19.49        |
| 1997 | 6,265.50  | 58.93        |
| 1998 | 7,160.70  | 14.29        |
| 1999 | 7,570.10  | 5.72         |
| 2000 | 8,135.37  | 7.47         |
| 2001 | 6,417.84  | -21.11       |
| 2002 | 4,630.75  | -27.85       |
| 2003 | 5,487.81  | 18.51        |
| 2004 | 5,693.17  | 3.74         |
| 2005 | 7,583.93  | 33.21        |
| 2006 | 8,785.74  | 15.85        |
| 2007 | 8,484.46  | -3.43        |
| 2008 | 5,534.53  | -34.77       |
| 2009 | 6,545.91  | 18.27        |
| 2010 | 6,436.04  | -1.68        |
| 2011 | 5,936.23  | -7.77        |
| 2012 | 6,822.44  | 14.93        |
| 2013 | 8,202.98  | 20.24        |
| 2014 | 8,983.37  | 9.51         |
| 2015 | 8,818.09  | -1.84        |
| 2016 | 8,251.13  | -6.43        |
| 2017 | 9,381.87  | 13.70        |
| 2018 | 8,429.30  | -10.15       |
| 2019 | 10,616.94 | 25.95        |
| 2020 | 10,703.51 | 0.82         |
| 2021 | 12,875.66 | 20.29        |
| 2022 | 10,729.40 | -16.67       |
| 2023 | 11,137.79 | 3.81         |

最高値
2025年3月3日　終値　13,166,68
2025年3月3日　最高値　13,199.05

## 構成銘柄
スイス証券取引所 SMI情報ページを参照。